# Rhysodesmus sandersi
Rhysodesmus sandersi är en mångfotingart som beskrevs av Ottis Robert Causey 1954. Rhysodesmus sandersi ingår i släktet Rhysodesmus och familjen Xystodesmidae. Inga underarter finns listade i Catalogue of Life.